# Пичерское
Пичерское (Пищерское) — старичное озеро в северо-западной части Ульяновской области России. Располагается на территории Лавинского сельского поселения в Сурском районе. Озеро и прилегающая к нему местность охраняется с 1989 года как комплексный памятник природы регионального значения «Озеро Пичерское с реликтовыми лесами» площадью 234 га.
Озеро дугообразной формы, ориентировано в меридиональном направлении. Находится в правобережной пойме среднего течения Суры, на высоте 88 м над уровнем моря. Окружено лиственным лесом с преобладанием дуба и осины. Площадь — 76 га, длина — 1,16 км, ширина — 0,05—0,09 км, глубина — 2—3 м. Местами подвержено зарастанию и заилению. В половодье сообщается с Сурой через протоку на севере.